# يعقوب شملا
يعقوب شملا (1858 - 1938) هو فنان خزفي تونسي يهودي ومؤلف وصحفي ومترجم باللغة العربية وواللهجة التونسية.

## الحياة المُبكّرة والتعليم
بينما كانت عائلة شملا في الأصل من جربة، عمل جاكوب كممثل قانوني للمتقاضين من بيت دين تونس. كان شملا فاعل خير في المجتمع اليهودي في تونس ،حيث عمل كعضو مؤسس المستشفى اليهودي بالإضافة لمشاريع أخرى.

## المسيرة المهنيّة

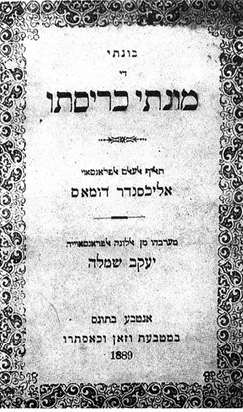
الصفحة الأولى من ترجمة يعقوب شملا لكتاب كونت مونت كريستو باللهجة اليهودية-التونسية

بدأ يعقوب شملا في عام 1878 حياته المهنية في الصحافة مع صهره مسعود معارك. لأكثر من ثلاثين عامًا – حتى عام 1925 – ساعد يعقوب في تحقيق فترة نمو في الأدب العربي اليهودي التونسي. نشر روايتين هما Amour et malice (بالعربيّة: الحب والخبث) في عام 1912 ورواية Les Cœurs (بالعربيّة: القلوب النقية) في عام 1923. ترجم شملا العديد من الأعمال إلى العبرية واليهودية التونسية العربية بما في ذلك كتاب يهود إسبانيا في وقت محاكم التفتيش وكونت مونت كريستو والذي أصدره في الأصل كمجلّد ثم أكملهُ لاحقًا بالكامل خلال ثمانينيات القرن التاسع عشر.
ربما يكون شملا يعقوب أكثر شهرة في تونس لأنشطته في صناعة الخزف. سُميَّ والده حاييم شملا من قبل الباي خلال ستينيات القرن التاسع عشر باعتباره جابي الضرائب للحرفيين في تونس الذين كانوا يدفعون عينيًا في كثير من الأحيان بالتبرعات من الفخار. غالبًا ما كان حاييم شملا يدفع للباي الضريبة كمكافئة نقدًا أثناء إعادة بيع الفخار الذي كان يجمعه.
سار يعقوب شملا على خطى والده حوالي عام 1880، عندما افتتح متجراً في ساحة الفخار في تونس. في عام 1887، تعاقدت معه الحكومة التونسية للمساعدة في إحياء الخزف التقليدي. في فترة ما بين الحربيَن العالميتين نُقل الإنتاج إلى الجزائر الفرنسية والولايات المتحدة، وقدمت الشركة في المعارض في أعوام 1925 و1931 و1937. كان بلاط السيراميك شملا يُزيّن منازل الأغنياء في تونس وسيدي بوسعيد والمرسى.
أدخل يعقوب أبنائه فيكتور (1892-1954) وألبرت (1894-1963) ومويز (موش) (1897-1977) إلى شركة العائلة. بعد رحيل فيكتور وألبرت إلى الجزائر في ثلاثينيات القرن الماضي، خلف مويس والده وأعاد تسمية الشركة باسمِ Les fils de J. Chemla (بالعربيّة: أبناء يعقوب شملا) التي كانت تعمل كشركة عائلية حتى عام 1966. في الستينيات، تعاقد الرئيس التونسي الحبيب بورقيبة مع الشركة لتركيب الألواح الخزفية في قصر قرطاج.